# 長棘擬鱗鮋
長棘擬鱗鮋（[Paracentropogon longispinis] 错误：{{Lang}}：文本有斜体标记（帮助）），又名長棘赤鮋（[Hypodytes longispinis] 错误：{{Lang}}：文本有斜体标记（帮助）），是一種鮋形目鮋亞目真裸皮鲉科擬鱗鮋屬（赤鲉属）的細小鱼类，俗名印度拟棘须鲉。分布於印度洋中部至西太平洋海域，為熱帶海水魚，棲息深度可達70公尺，體長可達13公分，棲息在珊瑚礁或泥底質水域，生活習性不明，具有毒性，可作為觀賞魚。

## 外部連結
- Froese, R. & Pauly, D. (eds.) (2012). Paracentropogon longispinis. FishBase. Version 2012-09.
- . ITIS.
- Animal Diversity Web for "Paracentropogon" （页面存档备份，存于）